# جاك هازلت
جاك هازلت (بالإنجليزية: Jack Hazlett)‏ هو لاعب اتحاد الرغبي نيوزيلندي، ولد في 21 يوليو 1938 في إنفركارجل في نيوزيلندا، وتوفي في 16 ديسمبر 2014.